# 泰国金娃娃奖
泰国金娃娃奖，前称苏拉萨瓦迪奖，或译作苏拉萨瓦迪皇家奖，相当于泰国奥斯卡金像奖，是曼谷商会每年颁发给在各个领域表现最佳的泰国电影制作行业人士的奖项。颁奖典礼于1957年首次举行，主办方几乎每年都在更换。颁奖典礼一直举行到1965年，此后多年取消举办。后来，泰国娱乐记者协会再次为此奖项举行颁奖典礼，每年或每隔一年举行一次。

## 历史背景
金娃娃奖由Somboon Suansiri先生发起，由曼谷商会组织。成功获得大奖者将获得一个Nang Lakon舞蹈形状的娃娃奖座。这就是这个奖项名称的由来。其他得奖者则会获得作为泰国商会象征的金色三宝牌匾。
后来，该奖项被Pohchang School校长Chit Buabut先生重新设计为印度知识和辯才天女薩拉斯瓦蒂。随着Thanit Yupho先生的批准，该奖项更名为苏拉萨瓦迪奖。但外界媒体和公众仍通俗地称之为金娃娃奖。金娃娃颁奖典礼从1957年到1966年，每年连续举办。九年后，由泰国娱乐记者协会于1974年复办，正式命名为苏拉萨瓦迪皇家奖。

## 颁发奖项
- 最佳电影
- 最佳电影导演
- 最佳电影演员
- 最佳女主角
- 最佳男配角
- 最佳女配角
- 最佳电影剧本
- 最佳电影拍摄
- 最佳电影序列
- 最佳电影配乐
- 最佳电影主题曲
- 最佳电影录音
- 最佳电影艺术总监
- 最佳电影服装设计
- 最佳电影妆容和发型
- 最佳电影特效